# 커티스 액슬
죠 헤닉(Joe Hennig, 본명: 조지프 커티스 헤닉(Joseph Curtis Hennig), 1979년 10월 1일 ~ )은 미국의 남자 프로레슬링선수다. 2007년 프로레슬링 입문했고 미네소타주에서 태어났으며 할아버지 레리 헤닉과 아버지 커트 헤닉 역시 프로레슬링 선수다. 키는 191cm(6 ft 3 in) 몸무게는 103kg(228 lb)이다. 피니쉬는 레그 드롭 오브 둠(런닝 레그 드롭), 액스홀/엑셀레이터(행맨즈 페이스버스터), 헤닉-플렉스/퍼펙트-플렉스(브릿지 피셔맨 수플렉스), 맥길리커터/터닝 헤드(런닝 원-암드 넥브레이커)

## Professional wrestling highlights
- Finishing moves
  - As Axelmania
    - Leg Drop Of Doom (Leg drop#Running leg drop) - 2015; Parodied from Hulk Hogan

  - As Curtis Axel
    - Axehole / Axelizer (Hangman's facebuster) - 2013-present
    - Perfect-Plex (Bridging fisherman suplex) - 2013-present; Adopted from Curt Hennig
    - Turning Heads (Running one-armed neckbreaker) - 2013-present

  - As Michael Mcgillicutty
    - Mcgillicutter (Running one-armed neckbreaker)

  - As Joe Hennig
    - Hennig-Plex (Bridging fisherman suplex)
- Signature moves
  - Body slam
  - Corner headbutt
  - Hulp-Up Punch (Multple punch) - parodied from Hulk Hogan
  - Inverted spinebuster
  - Multiple lariat variations
    - Diving
    - Running
    - Spinning

  - Multiple elbow drop variations
    - Diving pointed
    - Pointed
    - Spinning

  - Multiple kick variations
    - Big boot - Parodied from Hulk Hogan
    - Drop
    - High
    - Yakuza

  - Pendulum backbreaker
  - Rolling neck snap
  - Running knee lift
  - Saito suplex
  - Spinning double leg slam

- Managers
  - Kofi Kingston
  - Larry Hennig
  - Paul Heyman
  - Maryse

- Tag teams and stables
  - B-Team
  - CM Punk & Curtis Axel
  - Meta Powers
  - Miztourage
  - RybAxel
  - Social Outcasts

- Nicknames
  - "The Axeman"
  - "AxelMania"
  - "Paul Heyman Guy"

- Entrance themes
  - "SOS" by Collie Buddz (June 8, 2010-August 31, 2010; used as the rookie of Kofi Kingston)
  - "We Are One" by 12 Stones(October 25 2010-July 21 2011; used as a member of The Nexus)
  - "This Fire Burns" by Killswitch Engage(17 January 2011-11 July 2011; used as a member of the Nexus)
  - "Death Blow" from the VideoHelper Production Library (July 21, 2011; used in tag team with David Otunga)
  - "And the Horse He Rode in On" by Reluctant Hero (6 October 2011-16 May 2013)
  - "Reborn" by Jim Johnston (May 20, 2013-present)
  - "Meat On the Perfect Table" by Jim Johnston (March 31st 2014 August 26th 2014; used in tag team with Ryback)
  - "Real American" performed by Rick Derringer and composed by Jim Johnston (May 17, 2015-July 24, 2015; used while teaming with Macho Mandow)
  - "Outcast" of the CFO$(January 11, 2016-July 19, 2016; used as a member of the Social Outcasts)
  - "I Came to Play" by Downstait (used while a part of The Miztourage)
  - "Battlescars" by CFO$ (May 14, 2018-July 30, 2018; uses while teaming with Bo Dallas)
  - "Go, Go, Go" by CFO$ (August 6, 2018-present; uses while teaming with Bo Dallas)

## 경력
전 넥서스의 멤버다. 처음에는 WWW 넥서스 들어올 때 링네임이 마이클 맥길리커티(Michael Mcgillicutty)였으나 2013년 5월 20일 커티스 액슬(Curtis Axel)이라는 에피소드로 그의 새로운 매니저로 폴 헤이먼과 함께 링 이름을 커티스 액슬에서 재 포장했다. 라이백과 태그팀의 붙어다니면서 라이백슬 팀을 하다가 자연스럽게 해체가 되었다. 이름은 그의 아버지의 이름에서 유래하였다. 2015년 5월 11일 갑자기 마초 맨도우라는 선수와 손을 잡으면서 선역을 전환하게 되고 급기야 2015년 5월 17일에서는 페이백 2015에서는 헐크 호건 패러디로 기가 막히게 등장하는 WWE 새로운 링네임이 액슬매니아(Axelmania)라는 지웠다. 그러나 페이백 2015에서는 아쉽게 패배를 했지만 2015년 5월 21일 스맥다운에서는 간신히 이기고 만다. 그러나 WWE Raw에서는 2016년 1월 4일 소셜 아웃캐스트라는 활동을 하다가 아예 해체되었다 그 후... 2016년 7월 25일 현재는 싱글로 활동을 하고 있으나 여전히 약골이였다가 2016년 10월 17일 WWE Raw에서 댈러스랑 잘 지냈는데... 갑자기 배신을 당해서 끝내 이는 선역으로 돌아왔다. 2016년 10월 24일 wwe raw에서는 끝내 댈러스한테 지고 만다. 그러나 이렇게 뜬끔없던 그가 2017년 6월 19일 WWE Raw에서 뜻밖에도 미즈의 부하로 같이 따르게 되면서 순간 곰인형 얼굴 벗는 순간부터 악역이 된다. 그러나 2017년 8월 7일 WWE Raw에서 저먼 + F-5를 당하고 만다.(이는 즉... 미즈, 보도 저먼 + F-5를 같이 당하게 된다.) 혹은 2017년 10월 16일 WWE Raw에서 더 쉴드한테 구타를 당한 이후... 그는 끝내 매달리면서 결박을 당했다. 2017년 11월 20일 WWE Raw에서는 미즈가 타이틀을 잃고 영화 촬영이 있기 때문에 떠나고 2017년 12월 25일 WWE Raw에서는 아예 보 댈러스랑 같이 상대 브라운 스트로우먼 2vs1 핸디캡매치중에서 끝내 지고 그리고 2018년 1월 1일 WWE Raw에서 이번에는 엘리아스, 보랑 같이 3vs3 태그팀매치중에서 이번엔 상대 클럽(루크 갈로스, 칼 앤더슨)핀 베일러랑 상대를 했지만 여전히 3분 27초만에 끝내 지고만다. 결국은 약골이 되고 만다. 그리고 WWE 익스트림 룰즈 2018에서 드디어 보 댈러스랑 같이 B 팀이라는 가지며 WWE Raw 태그팀 챔피언을 얻고 만다!! 그리고 2018년 7월 30일 WWE Raw에서 더 리바이벌이 태그팀 도전을 한다고 2018년 7월 ~ 8월까지 더 리바이벌이라는 대립을 하고 있다가 그리고 WWE 썸머슬램 2018에서 액슬과 함께 타이틀을 방어를 한다. 그리고 2018년 9월 3일 WWE Raw에서는 아예 타이틀을 잃게 된다. 그리고 잠시 WWE 서바이버 시리즈 2018에서 5vs5 제거매치 팀 Raw에서 참가를 했지만 결국은 지고 만다. 그리고 이번에는 WWE 스타케이드 2018에서 댈러스와 함께 리바이벌이라는 상대로 이기게 된다. WWE 레슬매니아 35에서 배틀로얄 참가를 했지만 아예 실패를 거둔다. 그리고 잠시 후... 2019년 4월 30일 보 댈러스랑 같이 WWE 스맥다운에서 이적을 한다. 2019년 5월 21일 WWE 스맥다운에서 이번에는 알 트루스라는 WWE 월드 24/7웨이트 챔피언을 갖겠다고 싸우다가 놓치는 사연이 공개된다.

## 수상
- FCW 플로리다 헤비웨이트 챔피언 (1회)
- FCW 플로리다 태그팀 챔피언 (4회) - 게이브 터프트 (1회) 히스 밀러 (1회) , 브렛 디비아시 (1회) , 카발 (1회)
- 퓨드 오브 더 이열 (2010) - 넥서스 VS WWE
- 모스트 헤이티드 레슬러 오브 더 이열 (2010) - 에스 파트 오브 넥서스
- 루키 오브 더 이열 (2010)
- 랭크드 47 오브 더 탑 500 싱글즈 레슬링 인 더 PWI 500 인 2013
- WWE 인터콘티넨탈 챔피언 (1회)
- WWE Raw 태그팀 챔피언 (2회) - 데이비드 오퉁가 (1회), 보 댈러스 (1회)